# Séptima Conferencia Panamericana
La séptima conferencia panamericana se celebró en Montevideo, Uruguay, en 1933, durante la crisis económica de 1929. Entre los temas que fueron tomadas en cuenta por la agenda del evento estuvieron: relaciones pacíficas entre las naciones americanas participantes de la Unión Panamericana; Derecho Internacional, Problemas sociales, Cooperación Internacional, Comunicaciones y se incluyó un tema especial referente a una propuesta para establecer un Banco Internacional Americano. En esta conferencia al igual que en la de La Habana de 1928, se continúo incluyendo el tema de la condición femenina en el programa oficial.

## Programa

### Organización de la paz
- Métodos de prevención y de solución pacífica de los conflictos interamericanos.
- Comisión de Conciliación Interamericana.
- Informe de la Comisión Permanente de Conciliación de Washington sobre sus actividades.
- Pactos antibélicos. Plan argentino.

### Problemas de derecho internacional
- Método de progresiva codificación de derecho internacional y consideración de temas de codificación como: derechos y deberes de los Estados, tratados y su interpretación, responsabilidad internacional del Estado con referencia especial a la responsabilidad por denegación de justicia; definición, duración y reciprocidad de asilo político, nacionalidad, mar territorial.
- Conforme a la Comisión de Derecho Internacional Público de Río de Janeiro sobre los principios generales que faciliten acuerdos regionales entre los países ribereños, sobre el uso industrial y agrícola de las aguas de los ríos internacionales, e informes de la misma Comisión y de la de Derecho Internacional Privado de Montevideo sobre las materias previstas en la Resolución de la Sexta Conferencia Internacional Americana de fecha 18 de febrero de 1928.

### Derechos políticos y civiles de la mujer
- Informe de la Comisión Interamericana de Mujeres sobre igualdad política y civil de la mujer.

### Problemas económicos y financieros
- Consideración de las recomendaciones de la IV Conferencia Comercial Panamericana.
- Cuotas de importación.
- Prohibición de importaciones.
- Tratados comerciales colectivos.
- Informe sobre resoluciones de la Conferencia Interamericana de Agricultura.
- Protección Interamericana de Patentes e innovación.
- Consideración de proyectos de legislación uniforme relativos a temas como: letras de cambio, cheques y otros documentos negociables, conocimientos, seguros, etc.

### Problemas sociales
- Consideración del establecimiento de una oficina Interamericana de Trabajo, incluyendo en su programa: mejora de las condiciones de vida del obrero, seguridad en las industrias, etc.
- Resultados de las Conferencias nacionales e internacionales sobre el bienestar de la infancia, teniendo en mira la ampliación del trabajo del Instituto Panamericano de Montevideo.
- Ampliación a los artículos alimenticios y productos farmacéuticos que se exporten a otros países americanos, de las reglas sobre higiene y pureza de alimentos y drogas, vigentes en el país de producción para todo lo que, en esos ramos, se consume allí mismo.

### Cooperación intelectual
- Protección interamericana de la propiedad intelectual, teniendo en mira la posible armonía entre las convenciones de La Habana y la de Roma.
- Bibliografía americana: intercambio de información y fomento de las bibliografías nacionales y de la bibliografía continental.
- Cooperación internacional para hacer prácticos el respeto y la conservación de los monumentos históricos y piezas arqueológicas.[1]

## Delegaciones y funcionarios
Presidente de la Conferencia: Alberto Mañé. Secretario de Estado en el Departamento de Relaciones Exteriores del Uruguay.
Vicepresidentes: Miguel Paz Baraona, Cordell Hull, Héctor David Castro, Tulio M. Cestero, Justin Barau, Carlos Saavedra Lamas, José Manuel Puig, J.D. Arosemena.
- Argentina: Carlos Saavedra Lamas, Juan F. Cafferata, Ramón S. Castillo.
- Bolivia: Casto Rojas, David Alvéstegui y Arturo Pinto.
- Brasil: Lucillo A. da Cunha Bueno, Francisco Luis da Silva y Gilberto Amado.
- Colombia: Alfonso López y Raimundo Pérez.
- Cuba: Ángel Alberto Giraudy, Herminio Portell Vilá y Alfredo Nogueira.
- Chile: Miguel Cruchaga y Octavio Señoret Silva.
- Ecuador: Augusto Aguirre Aparicio, Alberto Albornoz y Antonio Parra.
- El Salvador: Héctor David Castro y Arturo Ramón Dávila.
- Estados Unidos: Cordell Hul y Alexander W. Wenddell.
- Guatemala: Alfredo Skinner Klee y José González Campos.
- Haití: Justin Barau.
- Honduras: Miguel Paz Baraona.
- México: Alfonso Reyes y José Manuel Puig Casauranc.
- Nicaragua: J.D. Arosemena y Eduardo Ernesto Holguín.
- Paraguay: Justo Pastor Benítez.
- Perú: Alfredo Solf y Muro y Felipe Barreda Laos.
- República Dominicana: Tulio M. Cestero.
- Uruguay: Alberto Mañé, Juan José Amezaga y Juan Carlos Blanco.
- Venezuela: César Zumeta.[2]

## Convenciones y resoluciones
1. Sobre la nacionalidad de la mujer: no se hará distinción alguna por razones de sexo, en materia de nacionalidad, ni en la legislación ni en la práctica.
2. Convención sobre extradición. 1° Cada uno de los Estados signatarios se obliga a entregar, de acuerdo con las estipulaciones del presente convenio, a cualquiera de los otros Estados que los requiera, a los individuos que se hallen en su territorio y estén acusados o hayan sido sentenciados, siempre que concurran las circunstancias siguientes: a)Que el Estado que lo requiere tenga jurisdicción para juzgar el hecho deluctuoso que imputa al individuo reclamado; b)Que el hecho por el cual se reclama la extradición tenga el carácter de delito y sea punible por las leyes del Estado requirente y por las del Estado requerido con la pena mínima de un año de privación de libertad.
3. Convención sobre asilo político.
4. Convención sobre enseñanza de la historia. Los Gobiernos representados en la Séptima Conferencia Internacional Americana, considerando: Que es urgente complementar la organización política jurídica de la paz con el desarme moral de los pueblos, mediante la revisión de los textos de la enseñanza que se utilizan en los diversos países. 
5. Protocolo adicional a la Convención general de conciliación interamericana.
6. Convención sobre derechos y deberes de los Estados.
7. Acta declaratoria de la intención de suscribir los pactos tendientes a la solución por medios pacíficos de los conflictos internacionales.